# Alejandro Naif
Raúl Alejandro Naif (Córdoba, Argentina, 23 de marzo de 1973) es un exfutbolista palestino-argentino. Fue internacional con la selección de Palestina. Jugaba de delantero y militó en diversos clubes de Argentina, Chile (país donde se hizo conocido), Colombia y Honduras.
Actualmente está radicado en la ciudad de Puerto Montt, en labores de monitor deportivo y, en su momento, entrenador personal de Sebastián Abreu.

## Clubes
| Club                   | País      | Año       |
| ---------------------- | --------- | --------- |
| Colón                  | Argentina | 1991-1992 |
| Juan Aurich            | Perú      | 1992-1993 |
| Deportivo Español      | Argentina | 1994-1995 |
| Nueva Chicago          | Argentina | 1995-1996 |
| Victoria               | Honduras  | 1996-1997 |
| Audax Italiano         | Chile     | 1998      |
| Santiago Wanderers     | Chile     | 1999      |
| Victoria               | Honduras  | 1999-2000 |
| Marathón               | Honduras  | 2000-2001 |
| Provincial Osorno      | Chile     | 2001      |
| Deportes Puerto Montt  | Chile     | 2002      |
| Provincial Osorno      | Chile     | 2003      |
| Independiente Santa Fe | Colombia  | 2004      |
| Provincial Osorno      | Chile     | 2005      |
| Victoria               | Honduras  | 2006-2007 |